# パオラ・パッジ
パオラ・パッジ（Paola Paggi、女性、1976年12月6日 - ）は、イタリアの元バレーボール選手。ポジションはミドルブロッカー。元イタリア代表。

## 来歴
1996年、セリエAのヴィチェンツァに入団し、プロとしてのキャリアをスタートさせる。1999年、イタリア代表に初選出される。同年のワールドカップで三大大会初出場すると、翌年のシドニー五輪にも出場した。2002年にドイツで開催された世界選手権で金メダルを獲得した。
2002-03シーズンより強豪クラブであるベルガモに移籍し、2003-04、2005-06シーズンにセリエAで優勝を経験した。2004年のアテネ五輪に出場した。2006年の世界選手権を最後に代表からは離れる。
2014年から再びベルガモに在籍し、2018年に引退。

## 球歴
- オリンピック - 2000年、2004年
- 世界選手権 - 2002年、2006年
- ワールドカップ - 1999年、2003年

## 受賞歴
- 2009年 2008–09 Women's CEV Cup ベストブロッカー賞

## 所属クラブ
- ヴィチェンツァ（1996-2002年）
- ベルガモ（2002-2007年）
- アシステル・ノヴァーラ（2007-2010年）
- Universal Volley Femminile Modène（2010-2013年）
- Volley Soverato（2013年）
- Volley 2002 Forlì（2013-2014年）
- LJ Volley（2014年）
- ベルガモ（2014-2018年）